# 帝国宝珠座
帝国宝珠座（ていこくほうじゅざ、ラテン語: Pōmum Imperiāle ［ポームム・インペリアーレ］はドイツ語 Reichsapfel 「帝国の果実（リンゴ）＝帝国宝珠」の直訳）は、ドイツの天文学者・暦算家ゴットフリート・キルヒが 『ライプツィヒ学術論叢』 (Acta Eruditorum) の1688年版にブランデンブルクの王笏座とともに発表した星座である。キルヒはほかにも諸侯を称えた星座を設定しているが、いずれも非公式で現存しない。

## 概要
この星座は、キルヒにとって君主にあたる当時の神聖ローマ帝国皇帝レオポルト1世を称え、神聖ローマ帝国での帝権を象徴する宝珠である帝国宝珠（ラテン語：Glōbus Crūciger、「十字架を戴いた球」）を象ったものである。
現在のわし座、いるか座、およびみずがめ座との境界付近に設定された。星図では、わし座のくちばしの先でアンティノウスが右手で捧げ持つ格好で描かれている。

## 帝国宝珠座を構成する星々
帝国宝珠座は7星で構成されており、各々の星には（重複を避けるためか LEOPOLD ではなく）L-E-O-P-U-L-D とローマ文字の大文字による符号が付けられている。
- L星 （後）＝ みずがめ座5番星（6等星）
- E星 ＝ みずがめ座3番星（5等星）
- O星 ＝ わし座70番星（5等星）
- P星 ＝ わし座69番星（5等星）
- U星 ＝ わし座 HD 193329（6等星）[2]
- L星 （前）＝ わし座71番星（4等星、首星）
- D星＝ みずがめ座1番星（5等星）

## 歴史
キルヒが帝国宝珠座を設定した辺りは、ポーランドの天文学者ヨハネス・ヘヴェリウスの星図ではアンティノウス（座）が持つ弓矢に当たり、イギリスのアマチュア天文家ジョン・ベヴィスは 「アンティノウス（座）の弓矢」 (Bow and Arrow of Antinoüs) と注記している。帝国宝珠の十字架部分（最初の L-E-）には、後に、アメリカの天文学者アレクサンダー・ジェイミソンによってナイルの水位計座（Norma Nilotica）が設定された。

## 注
1. ↑  Acta Eruditorum, 1688, tab.IX (opp. p.452).
2. ↑  SIMBAD - HD193329。
3. ↑  Hevelius, J. (ed.), Firmamentum Sobiescianum sive Uranographia, Gdańsk, 1690, fig.Q,R.
4. ↑  Bevis, J. (ed.), Uranographia Britannica, c.1750, tab.XVI.
5. ↑  Jamison, A. (ed.), A Celestial Atlas, London, 1822, pl.XXI.